# Poilly-sur-Tholon
Poilly-sur-Tholon est une commune française située dans le département de l'Yonne en région de Bourgogne-Franche-Comté.

## Géographie

### Climat
Pour des articles plus généraux, voir Climat de la Bourgogne-Franche-Comté et Climat de l'Yonne.
En 2010, le climat de la commune est de type climat océanique dégradé des plaines du Centre et du Nord, selon une étude du Centre national de la recherche scientifique s'appuyant sur une série de données couvrant la période 1971-2000. En 2020, Météo-France publie une typologie des climats de la France métropolitaine dans laquelle la commune est exposée à un climat océanique altéré et est dans une zone de transition entre les régions climatiques « Lorraine, plateau de Langres, Morvan » et « Centre et contreforts nord du Massif Central ». 
Pour la période 1971-2000, la température annuelle moyenne est de 11 °C, avec une amplitude thermique annuelle de 15,4 °C. Le cumul annuel moyen de précipitations est de 709 mm, avec 11,6 jours de précipitations en janvier et 7,7 jours en juillet. Pour la période 1991-2020, la température moyenne annuelle observée sur la station météorologique de Météo-France la plus proche, « Aillant », sur la commune de Montholon à 3 km à vol d'oiseau, est de 11,5 °C et le cumul annuel moyen de précipitations est de 727,4 mm. 
La température maximale relevée sur cette station est de 42,7 °C, atteinte le 24 juillet 2019 ; la température minimale est de −23,5 °C, atteinte le 25 février 1986,,. 
Les paramètres climatiques de la commune ont été estimés pour le milieu du siècle (2041-2070) selon différents scénarios d'émission de gaz à effet de serre à partir des nouvelles projections climatiques de référence DRIAS-2020. Ils sont consultables sur un site dédié publié par Météo-France en novembre 2022.

## Urbanisme

### Typologie
Au 1er janvier 2024, Poilly-sur-Tholon est catégorisée commune rurale à habitat dispersé, selon la nouvelle grille communale de densité à sept niveaux définie par l'Insee en 2022.
Elle est située hors unité urbaine. Par ailleurs la commune fait partie de l'aire d'attraction d'Auxerre, dont elle est une commune de la couronne,. Cette aire, qui regroupe 104 communes, est catégorisée dans les aires de 50 000 à moins de 200 000 habitants,.

### Hameaux et lieux-dits
La commune de Poilly-sur-Tholon administre sept hameaux ou villages :
- Poilly-sur-Tholon
- Auvergne
- Sarrigny
- Luchy
- Bleury
- Marnay
- Moulin de Marnay

### Occupation des sols
L'occupation des sols de la commune, telle qu'elle ressort de la base de données européenne d’occupation biophysique des sols Corine Land Cover (CLC), est marquée par l'importance des territoires agricoles (83,7 % en 2018), une proportion identique à celle de 1990 (83,7 %). La répartition détaillée en 2018 est la suivante : 
terres arables (77,1 %), forêts (15 %), zones agricoles hétérogènes (6,6 %), zones urbanisées (1,3 %). L'évolution de l’occupation des sols de la commune et de ses infrastructures peut être observée sur les différentes représentations cartographiques du territoire : la carte de Cassini (XVIIIe siècle), la carte d'état-major (1820-1866) et les cartes ou photos aériennes de l'IGN pour la période actuelle (1950 à aujourd'hui).

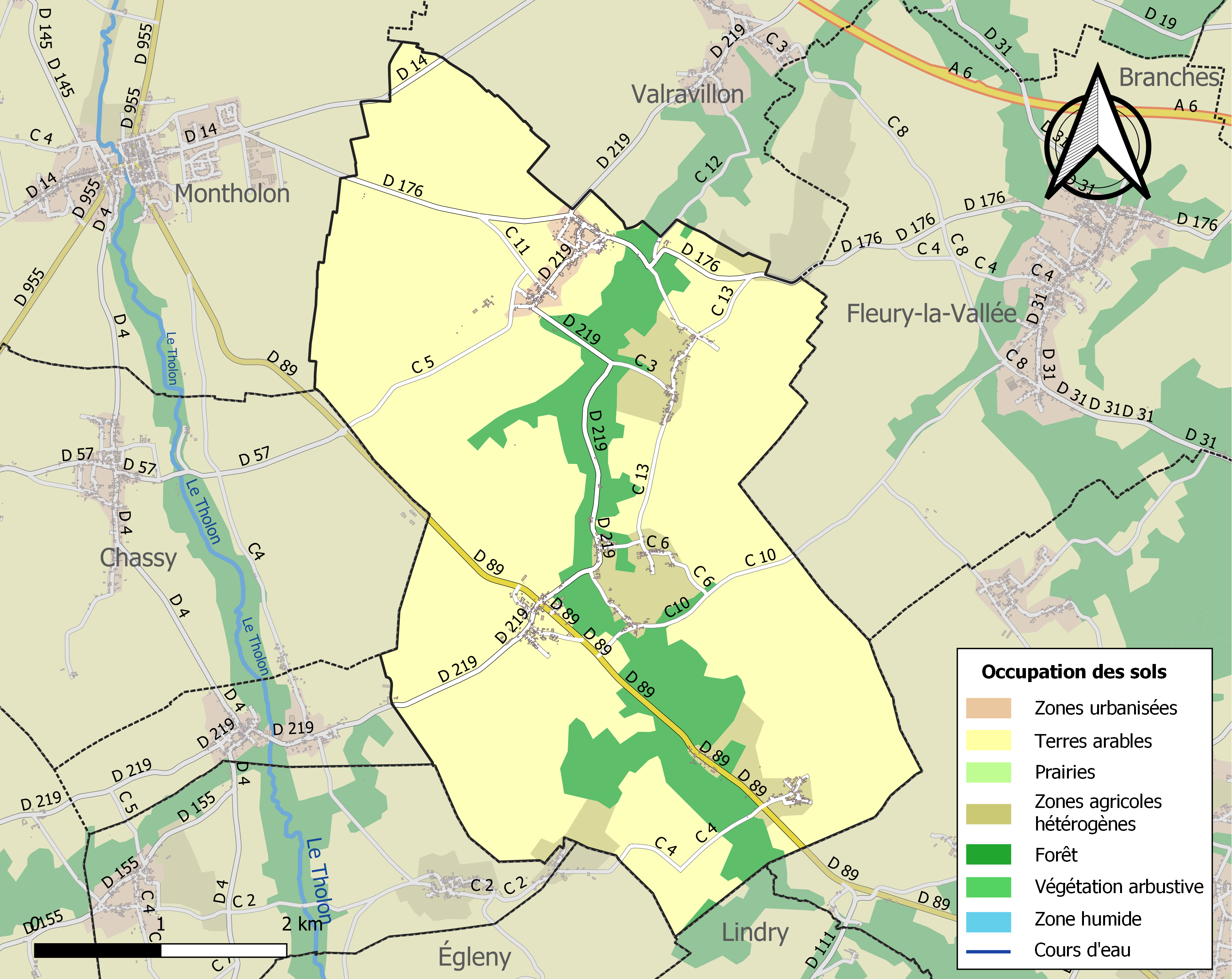
Carte des infrastructures et de l'occupation des sols de la commune en 2018 (CLC).

## Histoire
À la fin du XIIe siècle, les moines de l'ordre de Grandmont bâtissent leur prieuré de Vieupou, près du hameau de La Levée. Ils quittent le prieuré en 1770, deux ans avant la suppression de l'ordre. Le tout est vendu comme bien national en 1791. Une partie des bâtiments disparaît. L'église du prieuré est rasée en 1901.

## Politique et administration
| Période   | Période | Identité           | Étiquette | Qualité |
| --------- | ------- | ------------------ | --------- | ------- |
| 1983      | 1989    | Alain Chevallier   |           |         |
| mars 2001 | 2003    | Jacques Martiré    |           |         |
| mars 2003 | 2014    | Bernard Fauvernier |           |         |
| 2014      | 2020    | Christian Martin   |           |         |
| 2020      |         | Alain Chevallier   |           |         |

## Démographie
L'évolution du nombre d'habitants est connue à travers les recensements de la population effectués dans la commune depuis 1793. Pour les communes de moins de 10 000 habitants, une enquête de recensement portant sur toute la population est réalisée tous les cinq ans, les populations de référence des années intermédiaires étant quant à elles estimées par interpolation ou extrapolation. Pour la commune, le premier recensement exhaustif entrant dans le cadre du nouveau dispositif a été réalisé en 2006.

En 2022, la commune comptait 670 habitants, en évolution de −3,46 % par rapport à 2016 (Yonne : −1,95 %, France hors Mayotte : +2,11 %).
| 1793 | 1800 | 1806 | 1821 | 1831 | 1836 | 1841  | 1846  | 1851  |
| ---- | ---- | ---- | ---- | ---- | ---- | ----- | ----- | ----- |
| 852  | 902  | 902  | 945  | 940  | 982  | 1 000 | 1 050 | 1 028 |

| 1856  | 1861  | 1866  | 1872  | 1876  | 1881  | 1886  | 1891 | 1896 |
| ----- | ----- | ----- | ----- | ----- | ----- | ----- | ---- | ---- |
| 1 069 | 1 054 | 1 076 | 1 051 | 1 050 | 1 034 | 1 014 | 951  | 913  |

| 1901 | 1906 | 1911 | 1921 | 1926 | 1931 | 1936 | 1946 | 1954 |
| ---- | ---- | ---- | ---- | ---- | ---- | ---- | ---- | ---- |
| 899  | 835  | 799  | 708  | 719  | 682  | 645  | 623  | 594  |

| 1962 | 1968 | 1975 | 1982 | 1990 | 1999 | 2006 | 2011 | 2016 |
| ---- | ---- | ---- | ---- | ---- | ---- | ---- | ---- | ---- |
| 542  | 526  | 491  | 565  | 581  | 594  | 683  | 710  | 694  |

| 2021 | 2022 | - | - | - | - | - | - | - |
| ---- | ---- | - | - | - | - | - | - | - |
| 672  | 670  | - | - | - | - | - | - | - |

## Culture locale et patrimoine

### Personnalités liées à la commune
- Edme Pourchot, professeur de philosophie et recteur de l'Université de Paris.
- Jean Fernandez, entraîneur d'Auxerre, y habite[réf. nécessaire].
- Éric Cantona, footballeur et plus tard acteur, a autrefois[22] habité une maison dans la commune[23].

### Animations touristiques
Des festivités se tiennent tous les ans au mois d'août à Poilly-sur-Tholon et au mois d'avril dans le hameau de Bleury. La cavalcade de Bleury a lieu chaque premier dimanche de juillet. C'est un temps fort des festivités régionales depuis 1928.
Le comité des fêtes est une équipe permanente d’une vingtaine de membres qui organisent de nombreuses animations. Ce sont ainsi quatre-vingts bénévoles qui, au long de l’année, imaginent, conçoivent et construisent les sujets et les chars qui seront l’attraction de l’année suivante.
Chaque année une rosière (Miss) est élue dans un hameau différent. Ce legs de Machavoine est perpétué chaque année à sa mémoire, grâce à la dot qu'il a laissée pour permettre la remise d'une petite somme à la jeune fille la plus méritante de l'année. Elle défile avec ses deux dauphines sur le plus beau char pendant la cavalcade annuelle.

### Héraldique
| Blason de Poilly-sur-Tholon | Blason  | D'azur à la cotice ondée d'argent accompagnée de sept cœurs d'or, 3 en chef et 4 en pointe, ordonnés 1, 2, et 1. |
| Blason de Poilly-sur-Tholon | Détails | Le statut officiel du blason reste à déterminer.                                                                 |